# 锫化合物

锫可以形成很多化合物，其中锫的氧化态通常为+3或+4，化学性质和铽相似。与所有锕系元素一样，锫也会无机酸里形成含Bk3+离子的盐，并放出氢气。三价锫化合物是最稳定的锫化合物，尤其是在水溶液里，但四价锫化合物也存在。二价锫盐只在氯化镧-氯化锶的融化里被报告。Bk3+ 离子在酸里是绿色的。Bk4+ 离子在盐酸里是黄色的，在硫酸里则是橙色的。锫不与氧气迅速反应，因为它会形成一层氧化锫保护层。但是，锫可以和液态的金属，氢，卤素，氧族元素和氮族元素形成二元化合物。锫也可以形成有机金属化合物。

## 氧化物
锫有两种化合物，分别为三氧化二锫（Bk2O3）和二氧化锫（BkO2）。二氧化锫是棕色固体，有着萤石结构，空间群Fm3m，配位数分别为Bk[8]和 O[4]。二氧化锫的晶体参数为533.4±0.5 pm。
三氧化二锫是黄绿色固体，由氢气还原BkO2而成：
{\displaystyle \mathrm {2\ BkO_{2}\ +\ H_{2}\ \longrightarrow \ Bk_{2}O_{3}\ +\ H_{2}O} }
它的熔点为1920 °C，为面心立方结构，晶体参数a = 1088.0±0.5 pm。Bk2O3加热到1200 °C时会从立方晶系变成单斜晶系，于1750 °C变成六方晶系，后者可逆。这三种晶体结构的变化是锕系元素的倍半氧化物特有的。
一种二价的氧化物BkO已经被报告。它呈面心立方晶系，晶格参数a = 496.4 pm。其化学组成仍不明确。

## 卤化物
锫在卤化物里有+3和+4两种氧化态，其中+3氧化态更稳定，尤其是在水溶液里。四价锫的卤化物已知BkF4、Cs2BkCl6和[N(CH3)4]2BkCl6等。
| 氧化态 | F                  | Cl                           | Br                  | I                |
| ------ | ------------------ | ---------------------------- | ------------------- | ---------------- |
| +4     | 四氟化锫 BkF4 黄色 | Cs2BkCl6 橙色                |                     |                  |
| +3     | 氟化锫 BkF3 黄色   | 氯化锫 BkCl3 绿色 Cs2NaBkCl6 | 溴化锫 BkBr3 黄绿色 | 碘化锫 BkI3 黄色 |

四氟化锫（BkF4）是黄绿色的离子化合物，呈单斜晶系（皮尔逊符号mS60，空间群C2/c（No. 15），晶体参数a = 1247 pm、b = 1058 pm、c = 817 pm），与四氟化铀和四氟化锆同构。
三氟化锫（BkF3）也是黄绿色固体，有两种晶体结构。它在低温下最稳定的结构是正交晶系，和三氟化钇同构（皮尔逊符号 oP16，空间群 Pnma（No. 62），晶格常数a = 670 pm、b = 709 pm、c = 441 pm）。加热到350-600 °C，它会变成三方晶系的三氟化镧结构（皮尔逊符号hP24，空间群P3c1（No. 165），晶格参数 a = 697 pm、c = 714 pm）。

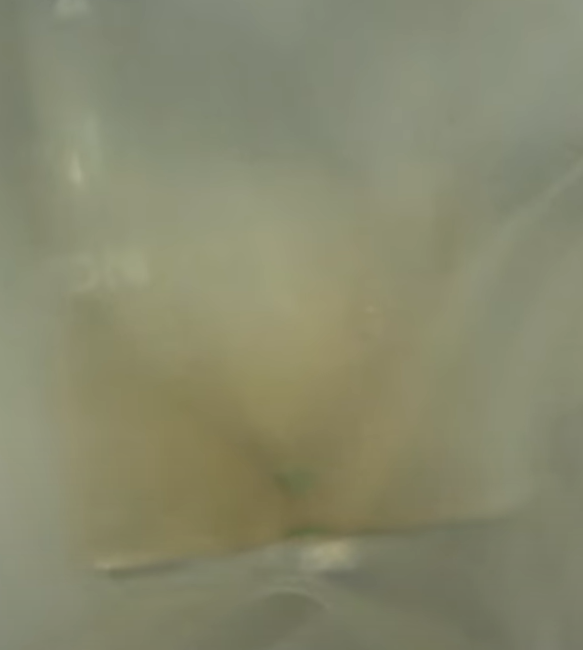
氯化锫

可观产量的氯化锫（BkCl3）于1962年合成，样本只有3纳克。它可由氯化氢气体与氧化锫在500 °C反应而成。它是绿色固体，熔点603 °C，与三氯化铀（六方晶系，皮尔逊符号hP8，空间群P63/m（No. 176））同构。BkCl3加热到熔点时会转变为立方晶系。它的六水合物BkCl3·6H2O呈单斜晶系，晶格参数a = 966 pm、b = 654 pm、c = 797 pm。相关的Cs2NaBkCl6可通过氢氧化锫、盐酸、氯化铯的混合溶液而成。它呈面心立方晶系，其中锫被6个氯离子包围。
氯化锫(IV)的三元化合物Cs2BkCl6由氢氧化锫(IV)在氯化铯的盐酸溶液里化合而成。它会形成六方晶系的橙色固体，晶格参数a = 745.1 pm、c = 1209.7 pm。BkCl62−的离子半径为270 pm。
三溴化锫有两种结构，分别是配位数为6的单斜晶体及配位数为8的正交晶体。后者较不稳定，会在350 °C变成前者。人们已经研究了放射性晶体的一种重要现象：分别用新鲜的和老旧的249BkBr3样本使用X射线衍射进行了超过3年的研究，就有不同比例的249Bk会β衰变成249Cf。249BkBr3变化成249CfBr3的过程中没有发现晶体改变，尽管斜方晶系的溴化锎还没被发现。不过，249BkBr3和249CfBr3仍有略微的差别，如只有后者可被氢气还原，形成249CfBr2。每天都会有0.22%的锫会衰变成锎，使其成为研究锫的一个难题。而且249Cf会α衰变，α粒子和衰变产生的热能都会破坏晶体结构。通过根据时间进行测量并外推获得的结果，可以避免这种情况。
碘化锫呈六方晶系，晶格参数a = 758.4 pm、c = 2087 pm。锫的卤氧化物有BkOCl、BkOBr、BkOI，都呈四方晶系。

## 其他无机化合物

### 氮族元素化物
锫-249可和氮、磷、砷、锑形成化合物。它们可由氢化锫（BkH3）或金属锫在600 °C与该元素化合而成。这些氮族元素化物都呈立方晶系，晶格常数分别是495.1 pm（BkN）、566.9 pm（BkP）、582.9 pm（BkAs）、619.1 pm（BkSb）。这些值比锔小，与铽相近。

### 硫化物
硫化锫(III)（Bk2S3）由硫化氢和二硫化碳蒸汽与三氧化二锫在1130 °C反应而成。它也可以由硫直接与锫反应而成。它是黑褐色的固体，呈立方晶系，晶格常数a = 844 pm。

### 其它化合物

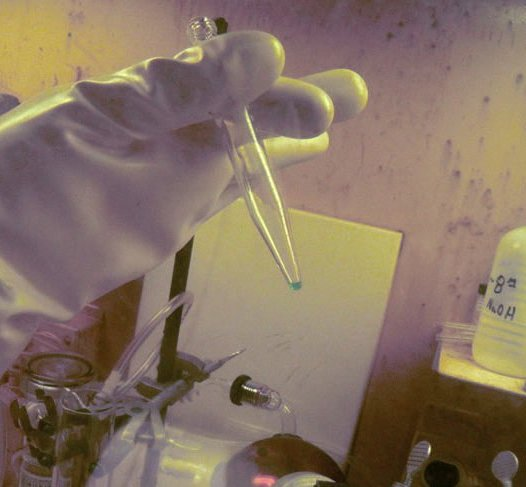
硝酸锫溶液

锫(III)和锫(IV)的氢氧化物都在1 M氢氧化钠溶液里稳定。磷酸锫(III)（BkPO4）是一种固体，被氩气激光（波长514.5 nm）激发时会发出强烈的荧光。氢化锫可由锫在250 °C与氢气反应而成。它是非整比化合物，实验式BkH2+x（0 < x < 1）。它的三氢化物呈六方结构，而二氢化物则呈面心立方结构，晶格常数a = 523 pm。一些锫盐也被发现了，例如Bk2O2S、(BkNO3)3·4H2O、BkCl3·6H2O、Bk2(SO4)3·12H2O、Bk2(C2O4)3·4H2O。在600 °C的氩气下（以避免被氧化成BkO2）热分解Bk2(SO4)3·12H2O可以形成氧化硫酸锫（Bk2O2SO4），它在1000 °C ，惰性气体氛内稳定。Bk2O2SO4与同族的镧系元素类似物同构。
Bk2(mel)6(H2O)8·2H2O是锫的一种有机框架材料，可由苯六甲酸（H6mel）和三溴化锫反应制得，它与Pu(III)、Am(III)和Cm(III)相应的配合物同构。

## 有机锫化合物
锫会形成三角形的 (η5–C5H5)3Bk ，拥有三个茂基，可以由三氯化锫和二茂铍Be(C5H5)2在70 °C化合而成。它是琥珀色的正交晶体，晶格常数a = 1411 pm、 b = 1755 pm、c = 963 pm，密度据计算为2.47 g/cm3。它在250 °C以下稳定，在350 °C不融化就直接气化。锫的放射性极高，在几周内就会自己把该化合物分解掉。(η5–C5H5)3Bk的其中一个C5H5环可以被氯原子取代，形成[Bk(C5H5)2Cl]2，其光谱类似母体(η5–C5H5)3Bk。

## 延伸阅读
- Greenwood, Norman Neill; Earnshaw, Alan. . 2016. ISBN 978-0-7506-3365-9. OCLC 1040112384 （英语）.
- Holleman, Arnold F. and Wiberg, Nils Textbook of Inorganic Chemistry, 102 Edition, de Gruyter, Berlin 2007, ISBN 978-3-11-017770-1.
- Peterson J. R. and Hobart D. E. "The Chemistry of Berkelium" （页面存档备份，存于） in Harry Julius Emeléus (Ed.) Advances in inorganic chemistry and radiochemistry, Volume 28, Academic Press, 1984 ISBN 0-12-023628-1, pp. 29–64, doi:10.1016/S0898-8838(08)60204-4